# 卡姆赫里亚
卡姆赫里亚（Khamhria），是印度恰蒂斯加尔邦Durg县的一个城镇。总人口6798（2001年）。

## 人口
该地2001年总人口6798人，其中男性3449人，女性3349人；0—6岁人口970人，其中男502人，女468人；识字率62.89%，其中男性为72.08%，女性为53.42%。